# 贝亚穆德
贝亚穆德，是西班牙卡斯蒂利亚-拉曼恰昆卡省的一个市镇。总面积24平方公里，总人口100人（2001年），人口密度4人/平方公里。